# Parc provincial Uisge Ban Falls
Le parc provincial Uisge Ban Falls  (anglais : Uisge Ban Falls Provincial Park) est un parc provincial de la Nouvelle-Écosse, sur l'Île du Cap Breton, de 14,5 kilomètres au nord de Baddeck.

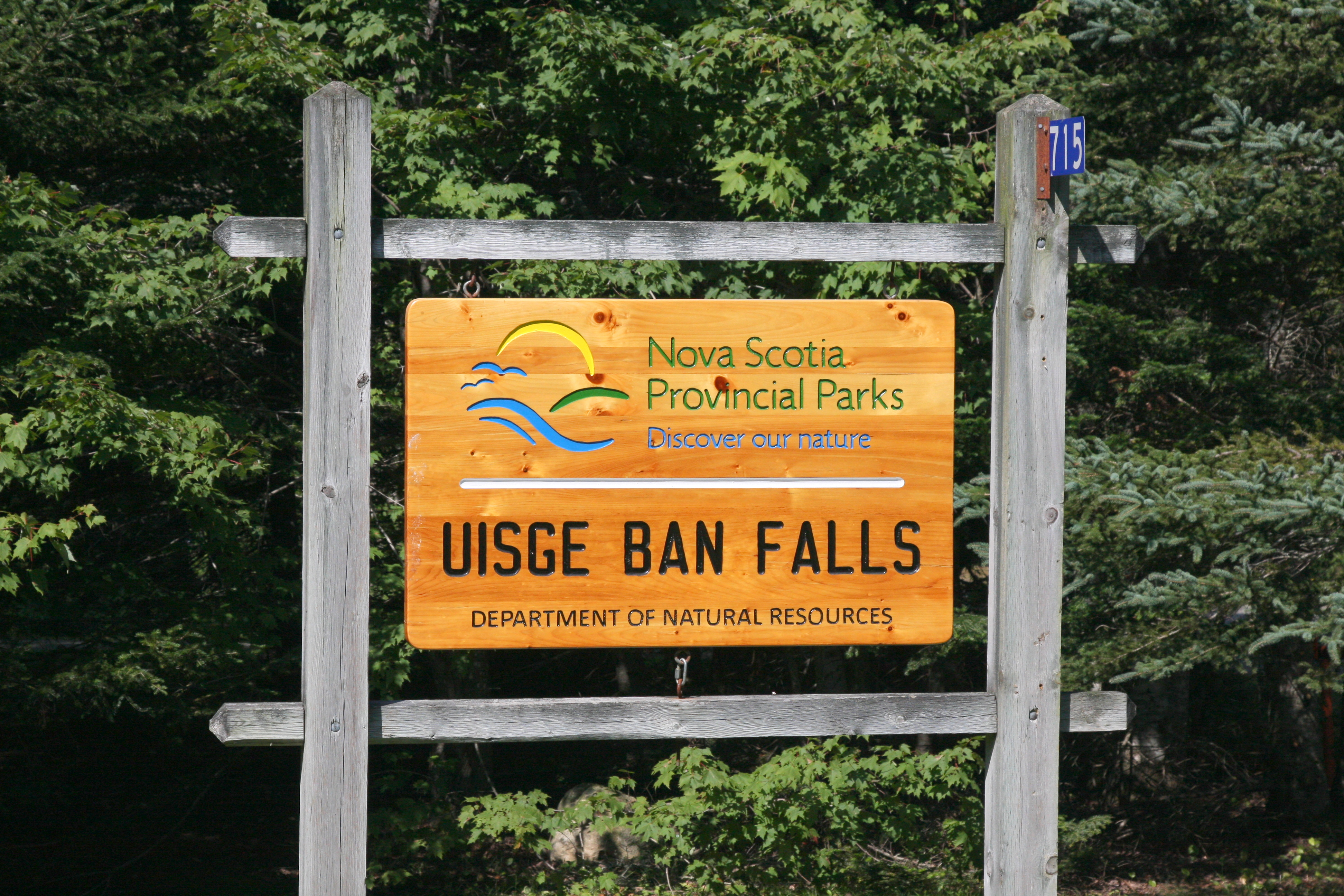
Parc provincial Uisge Ban Falls

Le nom Uisge Ban vient du Gaélique estsignifie “eau blanche”.
Ce parc est géré par le Ministère provincial des Ressources naturelles et comprend les chutes Uisge Ban. Les chutes de 16 m de haut sont accessibles par un sentier.